# Bilston, Skottland
Bilston är en by i Midlothian i Skottland. Byn är belägen 9,1 km 
från Edinburgh. Orten har 1 170 invånare (2016).